# لايلي فرانكلين لان
لايلي فرانكلين لان (بالإنجليزية: Lyle Franklin Lane)‏ هو دبلوماسي أمريكي، ولد في 19 سبتمبر 1926 في تاكوما في الولايات المتحدة، وتوفي في 16 ديسمبر 2013 في لوس أنجلوس في الولايات المتحدة.